# Vikki Watson
Aeone Victoria "Vikki" Watson (geboren te Liss) is een Brits zangeres.

## Biografie
Vikki Watson werd bekend bij het grote publiek door haar deelname aan het Eurovisiesongfestival 1985. Met het nummer Love is bezorgde ze het Verenigd Koninkrijk een vierde plek. Na haar passage op het Eurovisiesongfestival zou ze zich vooral toeleggen op wereldmuziek, onder de naam Aeone.